# Thomas A. Dorsey
Thomas Andrew Dorsey (1 tháng 7 năm 1899 – 23 tháng 1 năm 1993), được xem là "cha đẻ của Nhạc Phúc âm. Khi còn trẻ, ông là nghệ sĩ dương cầm nhạc blues với nghệ danh Georgia Tom.
Với sự sáng tạo của Dorsey, nhạc phúc âm là một sự kết hợp giữa thánh ca Cơ Đốc với nhịp điệu của nhạc jazz và blues. Khái niệm này bắt nguồn từ nỗ lực sử dụng các bản thánh ca để thể hiện các nỗi niềm riêng tư trong mối tương giao giữa cá nhân với Thiên Chúa, thay vì xem cá nhân như một phần bị chìm lấp trong đám đông cùng tín ngưỡng.
Dorsey phụ trách âm nhạc cho Nhà thờ Baptist Pilgrim ở Chicago từ năm 1932 cho đến cuối thập niên 1970. Sáng tác nổi tiếng nhất của ông, "Take My Hand, Precious Lord", qua sự thể hiện của Mahalia Jackson, là ca khúc yêu thích của Mục sư Martin Luther King, Jr. Trong khi đó, một ca khúc khác của ông, "Peace in the Valley", qua giọng hát của Red Foley bán được một triệu đĩa trong năm 1951. Bài hát được thể hiện bởi nhiều ca sĩ, trong đó có Elvis Presley và Johnny Cash.

## Cuộc đời và Sự nghiệp
Thân phụ của Dorsey là mục sư, thân mẫu là giáo viên piano. Dorsey thực tập nhạc blues trên piano từ khi còn rất trẻ. Mới 12 tuổi, cậu đã bỏ học để trở thành nghệ sĩ dương cầm chuyên nghiệp. Sau khi theo học âm nhạc tại Chicago, Dorsey đến làm việc cho hãng Paramount Records, và năm 1924 giúp thành lập ban nhạc có tên "Wild Cats Jazz Band" cho ca sĩ nhạc blues Ma Rainey.
Dorsey khởi sự chơi nhạc cho những buổi tiệc tại gia trong các khu da đen khắp thành phố Atlanta với nghệ danh Barrelhouse Tom và Texas Tommy, nhưng Dorsey được nhiều người biết đến với tên Georgia Tom.
Năm 1925, Dorsey kết hôn với Nettie Harper. Một năm sau, Dorsey bị suy nhược thần kinh đến nỗi không thể làm việc trong hai năm. Nettie phải kiếm việc làm ở một tiệm giặt để chu cấp cho gia đình. Theo lời khuyên của chị vợ, Dorsey trở lại nhà thờ, và bắt đầu sáng tác nhạc Cơ Đốc với ca khúc "If You See My Savior, Tell Him That You Saw Me". Dorsey quyết định từ bỏ nhạc thế tục để bắt đầu viết và thu âm dòng nhạc mới mà ông gọi là nhạc "phúc âm", ông là người đầu tiên sử dụng thuật từ này. Năm 1932, Dorsey nhận lời phụ trách âm nhạc cho Nhà thờ Baptist Pilgrim ở Chicago, và duy trì vị trí này trong gần 40 năm. Khi cuộc Đại Suy thoái nhấn chìm nhiều người Mỹ vào tình trạng tuyệt vọng, Dorsey tập trung vào việc sáng tác và phổ biến âm nhạc Cơ Đốc, với niềm xác tín rằng các ca khúc này sẽ giúp "vực người nghe khỏi vũng lầy nghèo đói và đem đến cho họ...niềm hi vọng."
Năm 1932, Nettie qua đời khi sinh con trai đầu lòng, ngày hôm sau đứa bé sơ sinh cũng chết. Trong tâm trạng sầu thương, Dorsey viết ca khúc nổi tiếng nhất của ông, cũng là ca khúc được yêu thích nhất của dòng nhạc phúc âm, Take My Hand, Precious Lord.
Do không hài lòng với cách đối xử của những nhà xuất bản tiếng tăm, Dorsey quyết định thành lập công ty xuất bản âm nhạc Dorsey House of Music, đây là công ty hoạt động âm nhạc đầu tiên do người da đen làm chủ. Ông cũng thành lập một ca đoàn nhạc phúc âm, và là chủ tịch sáng lập Hiệp hội Quốc gia các Ca đoàn và Dàn Hợp xướng Nhạc Phúc âm.
Ảnh hưởng của Dorsey không chỉ giới hạn trong khu vực âm nhạc người Mỹ gốc Phi, các nhạc sĩ da trắng cũng bắt đầu nối bước ông. Hàng trăm ca sĩ thu âm ca khúc "Take My Hand, Precious Lord", trong đó có các tên tuổi lớn như Elvis Presley, Mahalia Jackson, Aretha Franklin, Clara Ward, Roy Rogers, và Tennessee Ernie Ford. Đây cũng là ca khúc yêu thích của Mục sư Martin Luther King, Jr. Theo yêu cầu của King trước khi bị ám sát, Mahalia Jackson thể hiện ca khúc này trong tang lễ của ông năm 1968. Năm 1973, bài hát được thể hiện trong tang lễ Tổng thống Lyndon B. Johnson qua giọng hát của ca sĩ nhạc opera Leontyne Price.
Năm 1937, Dorsey viết ca khúc "Peace in the Valley" cho Mahalia Jackson. Ông là người Mỹ gốc Phi đầu tiên được chọn vào Sảnh Vinh danh những Nhà Sáng tác Ca khúc Nashville và Sảnh Vinh danh Hiệp hội Nhạc Phúc âm.
Nhiều ca khúc của Dorsey được chọn vào các hợp tuyển thánh ca, phần lớn tại các quốc gia nói tiếng Anh.
Thomas A. Dorsey từ trần tại Chicago, và được an táng ở Nghĩa trang Oak Woods.

## Take My Hand, Precious Lord
Tháng 8 năm 1932, khi Dorsey đang dự một buổi nhóm phục hưng tại St. Louis, một tin nhắn đến tay ông với dòng chữ "Vợ anh vừa qua đời." Về đến nhà, Dorsey được biết con trai đầu lòng của ông đã chào đời, "Nhưng trong đêm ấy, đứa bé cũng chết. Tôi chôn Nettie và đứa bé sơ sinh trong cùng một quan tài", Dorsey thuật lại. Sau đám tang, Dorsey xa lánh mọi người, kể cả âm nhạc mà ông luôn yêu thích. "Tôi thấy Chúa bất công đối với tôi. Tôi không còn muốn phụng sự Ngài, cũng không muốn viết các ca khúc phúc âm. Tôi chỉ muốn trở lại với thế giới nhạc jazz của tôi trước đây,"
Song, trong lúc Dorsey chìm đắm trong sầu khổ và tuyệt vọng, một người bạn đến thăm và sắp xếp để ông một mình trong phòng với chiếc đàn dương cầm. Lần đầu tiên sau nhiều ngày, Dorsey ngồi xuống và những ngón tay ông bắt đầu lướt trên phím đàn, "Tôi cảm nhận được sự bình an. Tôi thấy mình như có thể chạm tay vào Chúa. Tôi thấy mình như đang thể hiện một ca khúc, và ca từ của bài hát [Precious Lord] xuất hiện trong trí tôi."
Ngay sau khi phát hành, "Take My Hand, Precious Lord" rất được yêu thích, và được phổ biến trong hơn 40 ngôn ngữ.